# Luisa Carlotta di Sassonia-Altenburg
Maria Agnese Luisa Carlotta di Sassonia-Altenburg (tedesco: Agnes Marie Luise Charlotte von Sachsen-Altenburg; Altenburg, 11 agosto 1874 – Altenburg, 14 aprile 1953) è stata una nobildonna tedesca, principessa di Sassonia-Altenburg per nascita e duchessa di Anhalt per matrimonio.

## Biografia
Luisa Carlotta era l'ultimogenita del principe Maurizio di Sassonia-Altenburg e di sua moglie, Augusta di Sassonia-Meiningen.

## Matrimonio
Il 6 febbraio 1895 sposò, a Altenburg, il suo cugino il principe Edoardo, terzogenito del duca Federico di Anhalt e Antonietta di Sassonia-Altenburg.
Ebbero sei figli:
- Federica Margherita (1896-1896);
- Leopoldo Federico Costantino Ernesto Maurizio Alberto Edoardo (1897-1898);
- Maria Augusta (1898-1983), sposò Gioacchino di Prussia, il figlio più giovane dell'imperatore Guglielmo II;
- Gioacchino Ernesto (1901-1947);
- Eugenio (1903-1980);
- Volfango Alberto Federico Guglielmo Ernesto Maurizio (1912-1936).

La coppia divorziò il 26 gennaio 1918. Suo marito divenne duca di Anhalt lo stesso anno, alla morte del fratello maggiore. Il suo regno durò pochi mesi; gli succedette suo figlio Gioacchino Ernesto.

## Morte
La principessa Luisa morì il 14 aprile 1953 a Altenburg, e fu sepolta nella tomba del duca Ernesto a Trokenborn-Volfersdorf.

## Ascendenza
|                                                  |                                 |                                           | Genitori                                     |  |  | Nonni |  |  | Bisnonni                       |  |  | Trisnonni                                       |  |
|                                                  |                                 |                                           |                                              |  |  |       |  |  | Federico di Sassonia-Altenburg |  |  | Ernesto Federico III di Sassonia-Hildburghausen |  |
|                                                  |                                 |                                           |                                              |  |  |       |  |  | Federico di Sassonia-Altenburg |  |  | Ernesto Federico III di Sassonia-Hildburghausen |  |
|                                                  |                                 | Ernestina Augusta di Sassonia-Weimar      |                                              |  |  |       |  |  | Federico di Sassonia-Altenburg |  |  |                                                 |  |
| Giorgio di Sassonia-Altenburg                    |                                 |                                           |                                              |  |  |       |  |  | Federico di Sassonia-Altenburg |  |  |                                                 |  |
|                                                  |                                 | Carlotta di Meclemburgo-Strelitz          | Carlo II di Meclemburgo-Strelitz             |  |  |       |  |  |                                |  |  |                                                 |  |
|                                                  |                                 | Carlotta di Meclemburgo-Strelitz          | Carlo II di Meclemburgo-Strelitz             |  |  |       |  |  |                                |  |  |                                                 |  |
|                                                  |                                 | Carlotta di Meclemburgo-Strelitz          | Federica Carolina Luisa d'Assia-Darmstadt    |  |  |       |  |  |                                |  |  |                                                 |  |
| Maurizio di Sassonia-Altenburg                   |                                 | Carlotta di Meclemburgo-Strelitz          |                                              |  |  |       |  |  |                                |  |  |                                                 |  |
|                                                  |                                 | Federico Ludovico di Meclemburgo-Schwerin | Federico Francesco I di Meclemburgo-Schwerin |  |  |       |  |  |                                |  |  |                                                 |  |
|                                                  |                                 | Federico Ludovico di Meclemburgo-Schwerin | Federico Francesco I di Meclemburgo-Schwerin |  |  |       |  |  |                                |  |  |                                                 |  |
|                                                  |                                 | Federico Ludovico di Meclemburgo-Schwerin | Luisa di Sassonia-Gotha-Altenburg            |  |  |       |  |  |                                |  |  |                                                 |  |
| Maria di Meclemburgo-Schwerin                    |                                 | Federico Ludovico di Meclemburgo-Schwerin |                                              |  |  |       |  |  |                                |  |  |                                                 |  |
|                                                  |                                 | Elena Pavlovna Romanova                   | Paolo I di Russia                            |  |  |       |  |  |                                |  |  |                                                 |  |
|                                                  |                                 | Elena Pavlovna Romanova                   | Paolo I di Russia                            |  |  |       |  |  |                                |  |  |                                                 |  |
|                                                  |                                 | Elena Pavlovna Romanova                   | Sofia Dorotea di Württemberg                 |  |  |       |  |  |                                |  |  |                                                 |  |
| Principessa Luisa Carlotta di Sassonia-Altenburg |                                 | Elena Pavlovna Romanova                   |                                              |  |  |       |  |  |                                |  |  |                                                 |  |
|                                                  | Giorgio I di Sassonia-Meiningen | Antonio Ulrico di Sassonia-Meiningen      |                                              |  |  |       |  |  |                                |  |  |                                                 |  |
|                                                  | Giorgio I di Sassonia-Meiningen | Antonio Ulrico di Sassonia-Meiningen      |                                              |  |  |       |  |  |                                |  |  |                                                 |  |
|                                                  | Giorgio I di Sassonia-Meiningen | Carlotta Amalia d'Assia-Philippsthal      |                                              |  |  |       |  |  |                                |  |  |                                                 |  |
| Bernardo II di Sassonia-Meiningen                | Giorgio I di Sassonia-Meiningen |                                           |                                              |  |  |       |  |  |                                |  |  |                                                 |  |
|                                                  |                                 | Luisa Eleonora di Hohenlohe-Langenburg    | Cristiano Alberto di Hohenlohe-Langenburg    |  |  |       |  |  |                                |  |  |                                                 |  |
|                                                  |                                 | Luisa Eleonora di Hohenlohe-Langenburg    | Cristiano Alberto di Hohenlohe-Langenburg    |  |  |       |  |  |                                |  |  |                                                 |  |
|                                                  |                                 | Luisa Eleonora di Hohenlohe-Langenburg    | Carolina di Stolberg-Gedern                  |  |  |       |  |  |                                |  |  |                                                 |  |
| Augusta di Sassonia-Meiningen                    |                                 | Luisa Eleonora di Hohenlohe-Langenburg    |                                              |  |  |       |  |  |                                |  |  |                                                 |  |
|                                                  |                                 | Guglielmo II d'Assia                      | Guglielmo I d'Assia                          |  |  |       |  |  |                                |  |  |                                                 |  |
|                                                  |                                 | Guglielmo II d'Assia                      | Guglielmo I d'Assia                          |  |  |       |  |  |                                |  |  |                                                 |  |
|                                                  |                                 | Guglielmo II d'Assia                      | Guglielmina Carolina di Danimarca            |  |  |       |  |  |                                |  |  |                                                 |  |
| Maria Federica d'Assia-Kassel                    |                                 | Guglielmo II d'Assia                      |                                              |  |  |       |  |  |                                |  |  |                                                 |  |
|                                                  |                                 | Augusta di Prussia                        | Federico Guglielmo II di Prussia             |  |  |       |  |  |                                |  |  |                                                 |  |
|                                                  |                                 | Augusta di Prussia                        | Federico Guglielmo II di Prussia             |  |  |       |  |  |                                |  |  |                                                 |  |
|                                                  |                                 | Augusta di Prussia                        | Federica Luisa d'Assia-Darmstadt             |  |  |       |  |  |                                |  |  |                                                 |  |
|                                                  |                                 | Augusta di Prussia                        |                                              |  |  |       |  |  |                                |  |  |                                                 |  |